# Witków (Wałbrzych)
Pour les articles homonymes, voir Witków.
Witków est une localité polonaise de la gmina de Czarny Bór, située dans le powiat de Wałbrzych en voïvodie de Basse-Silésie.